# Torrington, Wyoming
Torrington är en stad i östra Wyoming i USA och huvudort i Goshen County, belägen vid North Platte River. Staden hade 6 501 invånare vid 2010 års folkräkning.

## Historia
Torrington ligger vid den historiska nybyggarleden Oregon Trail. Orten döptes 1889 av lantbrukaren och politikern W. G. Curtis, som öppnade det första postkontoret och döpte orten efter sin hemstad Torrington, Connecticut. En bosättning växte upp omkring järnvägen Chicago, Burlington and Quincy Railroad omkring sekelskiftet 1900 och 1908 fick staden kommunalt självstyre. Staden blev fort den viktigaste handelsplatsen i det nuvarande Goshen County-området. När Goshen County bildades 1911 stod valet mellan Lingle och Torrington som huvudorten, och efter att Torringtonborna samlat in medel till en domstolsbyggnad föll valet på Torrington. 1925 färdigställdes Union Pacifics järnvägslinje från Cheyenne. Linjen byggdes för att frakta gods från Holly Sugar-fabriken, som öppnade 1926 och fortfarande är en viktig arbetsgivare i staden.

## Näringsliv
Jordbruk, boskapsuppfödning och livsmedelsindustri är viktiga näringar i området. Torrington är sedan 1934 plats för en av USA:s största boskapsauktioner, som hålls två gånger i veckan.

## Utbildning
Torrington är huvudsäte för Eastern Wyoming College, ett community college med omkring 1 500 studenter.

## Kommunikationer
Torrington ligger där de federala vägarna U.S. Route 26 (öst-västlig) och U.S. Route 85 (nord-sydlig) möts. BNSF:s järnvägslinje genom orten används huvudsakligen för tyngre godstrafik. 
Flygplatsen Torrington Municipal Airport (TOR) i stadens östra utkant används huvudsakligen av allmänflyg.

## Kända personer
- Stanley K. Hathaway (1924-2005), republikansk politiker, Wyomings guvernör 1967-1975 och USA:s inrikesminister jun-okt 1975. Hathaway verkade som jurist i Torrington.